# Exekutivassistent
Als Exekutivassistent wird in Österreich eine Person bezeichnet, die im Bereich von polizeilichen Dienststellen vor allem administrative Tätigkeiten durchführt. Diese Personen sind keine Exekutivbediensteten, also Polizisten, sondern Verwaltungsbeamte. Diese Beamten wurden seit dem Jahr 2009 vor allem aus dem Bereich der Post und Telekom Austria übernommen.

## Aufgaben
Exekutivassistenten führen vor allem Tätigkeiten im Backoffice durch, die keine originäre Polizeiarbeit sind. Dazu gehören beispielsweise „Kontrolle und Nachbearbeitung von Daten“ sowie „Schreib-, Versand-, Ablage- und sonstige Kanzleiarbeiten“. Tätigkeiten wie die Schulwegsicherung oder die Auswertung von Daten im kriminalpolizeilichen Bereich sind ebenso möglich. Ziel der Einstellung von Exekutivassistenten war die Entlastung von Außendienst verrichtenden Polizisten. Exekutivassistenten werden nach dem A-Schema des Beamten-Dienstrechtsgesetzes entlohnt (Exekutivbedienstete nach dem E-Schema), tragen keine Uniform und sind nicht bewaffnet. Exekutivdienst im Sinne des Sicherheitspolizeigesetzes darf von ihnen nicht geleistet werden und somit sind die betreffenden Beamten auch keine Organe des öffentlichen Sicherheitsdienstes.

## Geschichte
Im Jahr 2009 wurde unter Innenministerin Fekter der Wechsel von Beamten aus den Reihen von Post und Telekom in das Innenministerium ermöglicht. In ihrem bisherigen Bereich wurden diese Beamten auf Grund von Umstrukturierungen im privatwirtschaftlich geführten Unternehmen nicht mehr benötigt, eine Kündigung auf Grund ihres Status aber ebenso nicht möglich. Seitens des Bundesministeriums für Inneres wurden 1000 Arbeitsplätze für diese Beamten definiert.